# XXL (журнал)
XXL — журнал, посвящённый американской хип-хоп-культуре. Основан в 1997 году, издаётся Townsquare Media.

## История
В августе 1997 года компания Harris Publications выпустила первый выпуск журнала XXL. В нём фигурировали рэперы Jay-Z и Master P на двойной обложке. В декабре 2006 года произошёл ребрендинг, название сменилось на XXL Presents Scratch Magazine, включив в себя журнал Scratch.
Другие журналы с ограниченным тиражом были запущены под брендом XXL, включая Hip-Hop Soul, Eye Candy и Shade45. Журнал выпустил множество других специальных проектов, включая программы тура, микстейпы и эксклюзивные DVD-диски. XXL также имеет популярный веб-сайт, который ежедневно предоставляет новости хип-хопа, оригинальный материал и новости из журнала.
В 2014 году Townsquare Media приобрела XXL.
14 октября 2014 года Townsquare объявила, что продолжит печатную публикацию XXL. В декабре 2014 года компания сообщила, что журнал будет публиковаться ежемесячно.

### Специальные выпуски
В августе 2005 года Eminem и XXL выпустили специальный выпуск под названием XXL Presents Shade 45, который вышел, чтобы обеспечить популярность радиостанции Shade 45 и лейблу Shady Records, а также артистам и диджеям G-Unit Records.
Исполнительный издатель XXL Джонатан Рейнгольд заявил, что обычно журналы, основанные на определённых артистах не благоприятны, но «поскольку Shade 45 является подлинно аутентичным и нецензурным рэп-радиоканалом, сотрудничество с брендом XXL имеет смысл».
В ноябре 2008 года XXL выпустил XXL Raps Volume 1, в который вошла музыка от 50 Cent, G-Unit, Common, Джима Джонса и Fabolous.
В сентябре 2006 года XXL выпустил специальный 90-минутный DVD под названием XXL DVD Magazine Vol. 1, в котором были эксклюзивные интервью и материалы с такими известными рэперами, как 50 Cent, Ice Cube, Fat Joe, Paul Wall и Mike Jones.
20 августа 2013 года XXL выпустил 150-й выпуск, отметив также своё шестнадцатилетие. На обложке были рэперы Дрейк, Кендрик Ламар и B.o.B.

## Ежегодный список «XXL Freshman»
Начиная с 2007 года (пропуская 2008 год), XXL выпускает свой ежегодный список самых примечательных новичков в хип-хоп индустрии. В каждом году представлены десять или более исполнителей, которые появляются на обложке журнала. Позже с ними выходят интервью, фристайлы и сайферы, где поделённые на группы рэперы читают под один инструментал.
| Год  | Фрешмены |
| ---- | --- |
| 2007 | Saigon, Plies, Rich Boy, Gorilla Zoe, Joel Ortiz, Lupe Fiasco, Boosie Badazz, Crooked I, Papoose и Young Dro                                                       |
| 2009 | Wale, B.o.B, Charles Hamilton, Asher Roth, Cory Gunz, Blu, Mickey Factz, Ace Hood, Currensy и Кид Кади                                                             |
| 2010 | J. Cole, Pill, Нипси Хассл, Freddie Gibbs, Биг Шон, Уиз Халифа, OJ da Juiceman, Jay Rock, Fashawn и Donnis                                                         |
| 2011 | Meek Mill, Big K.R.I.T., Cyhi the Prynce, Lil Twist, Yelawolf, Fred the Godson, Mac Miller, YG, Lil B, Kendrick Lamar и Diggy Simmons                              |
| 2012 | Future, Kid Ink, Danny Brown, French Montana, Macklemore, Don Trip, Machine Gun Kelly, Hopsin, Игги Азалия и Roscoe Dash                                           |
| 2013 | ScHoolboy Q, Trinidad James, Joey Bada$$, Ab-Soul, Logic, Action Bronson, Kirko Bangz, Travis Scott, Dizzy Wright, Angel Haze и Chief Keef                         |
| 2014 | Chance The Rapper, Rich Homie Quan, Isaiah Rashad, Ty Dolla Sign, Lil Durk, Kevin Gates, Troy Ave, Vic Mensa, Jon Connor, Lil Bibby, Jarren Benton и August Alsina |
| 2015 | Fetty Wap, Dej Loaf, Raury, Kidd Kidd, OG Maco, Shy Glizzy, K Camp, Винс Стейплс, Tink и GoldLink                                                                  |
| 2016 | Lil Uzi Vert, Lil Yachty, Kodak Black, Дензел Карри, G Herbo, Dave East, Lil Dicky, Anderson .Paak, Desiigner и 21 Savage                                          |
| 2017 | Kamaiyah, A Boogie wit da Hoodie, PnB Rock, Playboi Carti, Aminé, Kap G, Kyle, Ugly God, MadeinTYO и XXXTentacion                                                  |
| 2018 | Ski Mask the Slump God, Lil Pump, Smokepurpp, J.I.D, Stefflon Don, BlocBoy JB, YBN Nahmir, Wifisfuneral и Trippie Redd                                             |
| 2019 | Comethazine, Tierra Whack, DaBaby, Lil Mosey, Roddy Ricch, Cordae, YK Osiris, Rico Nasty, Gunna, Blueface и Megan Thee Stallion                                    |
| 2020 | Polo G, Chika, NLE Choppa, Jack Harlow, Lil Keed, Lil Tjay, Fivio Foreign, Calboy, Rod Wave, Baby Keem, 24kGoldn и Mulatto                                         |
| 2021 | 42 Dugg, Flo Milli, Morray, Pooh Shiesty, Lakeyah, Coi Leray, Toosii, Blxst, DDG, Руби Роуз и Iann Dior                                                            |
| 2022 | Nardo Wick, SoFaygo, Babyface Ray, Big Scarr, Big 30, Kali, KenTheMan, Cochise, KayCyy, Doechii, Saucy Santana и BabyTron                                          |

В 2018 году не было десятого рэпера, поскольку Lil Skies и его замена, Rich The Kid, отклонили список.
В список 2020 года входит посмертное интервью Pop Smoke, который был выбран первым исполнителем перед его смертью 19 февраля 2020 года до начала фотосессии.
Иногда список содержит дополнительное число рэперов. Например, в списках 2011, 2013 и 2019 годов было 11 рэперов. В случае со списком 2013 года XXL добавили почётное дополнительное место для чикагского рэпера Chief Keef из-за того, что артист отбывал шестидневный тюремный срок и, следовательно, не можг присутствовать на фотосессии в Нью-Йорке. В 2014, 2020 и 2022 годах в списки фрешменов вошло 12 рэперов.

### Отказавшиеся от участия
| Год  | Исполнитель       | Причина отказа | Примечания    |
| ---- | ----------------- | --- | ------------- |
| 2010 | Дрейк             | С уважением отказались и посчитали, что их выбрали слишком поздно. | [ 26 ]        |
| 2010 | Ники Минаж        | С уважением отказались и посчитали, что их выбрали слишком поздно. | [ 26 ]        |
| 2011 | Vado              | С уважением отказались и посчитали, что их выбрали слишком поздно. | [ 26 ]        |
| 2012 | ASAP Rocky        | С уважением отказался. График был плотным, в то время он был в туре. | [ 26 ]        |
| 2014 | Young Thug        | В XXL утверждают, что он никогда не приходил на фотосессию. | [ 26 ]        |
| 2015 | ILoveMakonnen     | Не отреагировали на XXL. | [ 26 ]        |
| 2015 | PartyNextDoor     | Не отреагировали на XXL. | [ 26 ]        |
| 2016 | Tory Lanez        | Отказался. | [ 26 ]        |
| 2016 | Post Malone       | Заявил, что устал и не собирается лететь в Нью-Йорк на фотосессию. Главный редактор XXL Ванесса Саттен заявила, что Post не хочет, чтобы его позиционировали в качестве хип-хоп исполнителя. | [ 26 ]        |
| 2017 | Young M.A         | Хотела быть вне списка. Она попросила сделать сольную обложку, но в XXL не согласились и сказали, что ей нужно больше внимания к своей персоне, прежде чем это может произойти. | [ 27 ]        |
| 2017 | YFN Lucci         | Изначально отказался, однако позже он передумал за несколько дней до съёмок, но было уже слишком поздно. | [ 27 ]        |
| 2017 | Cardi B           | В XXL не были уверены, была ли Cardi лучше на телевидении или в рэп-карьере в то время, и чувствовал, что она больше склоняется к телевидению. | [ 27 ]        |
| 2017 | Famous Dex        | В XXL отказались от добавления Famous Dex после того, как появились доказательства того, что он избил свою девушку. Они упомянули XXXTentacion, который в том же году попал в список, сказав, что, хотя он и был обвинён в избиении своей бывшей подруги, инцидент не был снят на камеру, Онфрой также не был признан виновным. В XXL отметили, что XXXTentacion оказал большое влияние на поколение. | [ 27 ] [ 28 ] |
| 2018 | Lil Skies         | В прямом эфире Instagram он объяснил, что отказался, поскольку его, по-видимому, просили быть в списке до начала процесса голосования. Хотя он уважал некоторые решения, принятые в 2018 году, рэпер утверждает, что список в основном был сфальсифицирован. | [ 24 ]        |
| 2018 | Rich the Kid      | Он «с радостью отказался» после того, как узнал, что собирается заменить Lil Skies. | [ 25 ]        |
| 2019 | Juice WRLD        | Уважительно отказался. | [ 29 ]        |
| 2019 | Benny the Butcher | Jay-Z попросил его отказаться от участия. Он считал, что отказ будет к лучшему. | [ 30 ]        |
| 2020 | Lil Tecca         | Уважительно отказался. | [ 31 ]        |
| 2020 | Pop Smoke         | Pop Smoke согласился сниматься для обложки, но его убили, прежде чем он смог присутствовать на съёмках. В XXL сделали всё, чтобы попытаться добавить его посмертно на обложку, чтобы почтить память, но команда Pop Smoke попросила их не делать этого. Журнал смог добавить неизданное интервью, чтобы отметить его в списке 2020 года.                                                              | [ 22 ] [ 32 ] |
| 2020 | Don Toliver       | Don Toliver хотел быть только на обложке. Он отказался участвовать в других аспектах списка, таких как фристайл и сайфер. | [ 33 ]        |
| 2021 | $not              | Уважительно отказался. | [ 34 ]        |
| 2021 | Kenny Mason       | Уважительно отказался. | [ 35 ]        |
| 2022 | Yeat              | Уважительно отказался. | [ 36 ]        |
| 2022 | Ken Carson        | Отклонил предложение, поскольку его друг Destroy Lonely не был добавлен в список. | [ 37 ]        |
| 2023 | Ice Spice         | График был слишком плотным. | [ 38 ] [ 39 ] |